# Gnophos vepretaria
Gnophos vepretaria är en fjärilsart som beskrevs av Adolph Speyer 1867. Gnophos vepretaria ingår i släktet Gnophos och familjen mätare. Inga underarter finns listade i Catalogue of Life.